# Hana Moučková
Hana Moučková (* 21. února 1961) je ekonomka, která je členkou výkonného výboru Českého olympijského výboru (ČOV), předsedkyní Komise sportu pro všechny ČOV a členkou Národní rady pro sport v rámci Národní sportovní agentury v oboru Sport pro všechny.
Moučková byla v letech 2011–2024 starostkou České obce sokolské. Na funkci rezignovala 9. března 2024 na mimořádném jednání Výboru České obce sokolské v důsledku kauzy její osobní asistentky, která podle policie zpronevěřila z organizace nejméně 40 milionů korun. Peníze asistentka utrácela za oblečení či dovolené, po odhalení kauzy spáchala sebevraždu. Moučková přitom věděla o tom, že její asistentka vedla nákladný život, i když byla v insolvenci a měla srážky platu.

## Životopis
Absolvovala Vysokou školu ekonomickou v Praze. Pro Českou obec sokolskou pracovala od roku 1993 v oblasti investiční výstavby a péče o nemovitosti, od roku 1999 pak jako vedoucí majetko-správního oddělení. Od roku 2004 je členkou předsednictva. V únoru 2011 byla zvolena starostkou v mimořádných volbách po rezignaci starosty Jaroslava Bernarda, vyvolaných pádem Sazky. V roce 2021 byla starostkou České obce sokolské zvolena již počtvrté.
V roce 2019 byla prezidentem Milošem Zemanem vyznamenána Medailí za Zásluhy o stát v oblasti výchovy, 1. stupně.

## Zpronevěra
Na začátku roku 2024 vyšlo najevo, že její osobní asistentka Eliška Colding, během tří let zpronevěřila více než 50 milionů korun ze sokolských účtů. Za vyvedené peníze si pořizovala luxusní zboží. Měla přístup k účtům spolku i přesto, že se sama nacházela v insolvenci, a kvůli milionovým dluhům byla Policií ČR stíhána za úvěrové podvody. Sama Hana Moučková měla s Eliškou Colding velmi blízký vztah, kdy spolu v březnu 2022 a 2023 společně trávily i luxusní dovolenou v Dubaji, a další dovolené v červenci 2022 a 2023. Když se zpronevěrou začala zabývat policie, Eliška Colding spáchala na konci ledna 2024 v Tyršově domě sebevraždu – otrávila se kyanidem. Informace o zpronevěře velmi pobouřily sokolské jednoty. Ze strany některých sokolských žup se objevily žádosti o rezignaci Hany Moučkové z pozice starostky. Na funkci rezignovala 9. března 2024 na mimořádném jednání Výboru České obce sokolské. Paradoxně se však již jako bývalá starostka vrátila zpět do investičního odboru ČOS přímo v Tyršově domě. Až po více než dvou měsících a výzvě vedení, podepsala dohodu o odchodu s dvouměsíční výpovědní lhůtou od 1. června 2024. Den poté si Moučková vzala nemocenskou.
Nové vedení ČOS došlo k závěru, že i bývalá starostka Hana Moučková, nese svůj podíl na zpronevěře peněz z účtů organizace. Podvodné platby probíhající přes internetové bankovnictví byly potvrzovány z jejího mobilu. Částky byly vyváděny na účet přidružené sokolské organizace, Světového svazu sokolstva. I ten mohla prostřednictvím svého mobilu ovládat Moučková, která byla od roku 2018 jeho místostarostkou. Bylo také zjištěno, že Moučková uzavřela pracovní smlouvu i s matkou Elišky Colding, která byla zaměstnána jako vedoucí zahraničního úseku. Přestože pobírala plat, práci nikdy nevykonávala. Když vyšla veřejně najevo zpronevěra Elišky Colding, Moučková pracovní smlouvu s její matkou narychlo ukončila.
Po odchodu Moučkové z funkce vyšly najevo také nevýhodné smlouvy o pronájmu, které Moučková jako starostka uzavřela se soukromými subjekty. Šlo např. o dva hotely stojící na lukrativních místech v blízkosti sídla ČOS u Tyršova domu na Malé Straně. Pronajímatelé platili výrazně nižší částky, než je v takto lukrativních lokalitách Prahy běžné. Nízký nájem dostal i nájemce kadeřnického salónu, přímo v Tyršově domě. Očití svědkové z Tyršova domu potvrdili veřejné tajemství, že Hana Moučková využívala kadeřnických služeb v salónu opakovaně i několikrát týdně. Nesrovnalosti v hospodaření ČOS vedly k zahájení externího i interního auditu.
ČOS chce po Moučkové a bývalém jednateli Sokolů Josefu Těšitelovi, jehož bankovní identita byla také použita k vyvedení peněz ze sokolských účtů, vymáhat náhradu škody.

## Soukromí
Ráda sportuje, věnuje se turistice a sportovní střelbě.